# 平野紫耀
平野 紫耀（ひらの しょう、1997年〈平成9年〉1月29日 - ）は、日本の歌手・俳優・タレント。男性アイドルグループ・Number_iのメンバーで、King & PrinceおよびMr.KINGの元メンバー。
愛知県名古屋市出身。TOBE所属。

## 来歴
小学2年生時にダンスを習い始め、中学2年生時よりアクロバットにも着手する。かつては名古屋の芸能事務所セントラルジャパンに所属していた。2010年4月、同事務所でダンスパフォーマンスユニットを組んでいた清水天規、当時セントラルジャパン所属であった田中俊介・平松賢人らと共に名古屋のローカル男性ユニット・BOYS AND MENの前身プロジェクトに参加。BOYS AND MENの初期メンバーとなり、舞台公演やイベント出演などで活動する。初期のBOYS AND MENはメンバーの脱退に関する情報を公開していないが、清水が2011年9月に個人ブログ上で平野が脱退していたことに触れている。
ダンススクールの合宿で上京した際、光GENJIや少年隊を振付していたボビー吉野のレッスンを受けることになり、その場でジャニー喜多川を紹介されたため、オーディションは受けることなく2012年2月にジャニーズ事務所に入所。関西ジャニーズJr.として活動を開始する。当時は名古屋在住であり、活動にあたり事務所から東京のジャニーズJr.か関西ジャニーズJr.かどちらに所属するかを「東京ならばすぐに活動できる可能性が高い。関西はそれに比べれば表舞台での活動が限られている。」と説明を受けた上で選択を委ねられ、人前に多く出るようになる前にダンススキルをより向上させたいという考えから関西ジャニーズJr.所属を選んだ。事務所に入って初めての出演はSexy Zoneのコンサートだったという。入所して間もなく、ジャニー喜多川の指名により向井康二・金内柊真のユニット・Kin Kan（King of 関西）に加入し、そのメンバーとしても活動する。仕事やレッスンのために名古屋から関西へ通う生活をしばらく続けた後、居住を東京に移す。
2014年、『SHARK』でテレビドラマ初出演にして初主演を務める。2015年6月にテレビ朝日のイベント『テレビ朝日・六本木ヒルズ 夏祭り SUMMER STATION』の公式応援サポーターとして期間限定ユニット・Mr.King vs Mr.Princeが結成され、Mr.Kingのメンバーに選ばれる。その後、ユニットは継続することが発表され、2016年以降はMr.KINGのメンバーとして活動を続ける。2016年、それまで22歳で最年少座長記録を持っていた指原莉乃の記録を抜き、19歳で『ジャニーズ・フューチャー・ワールド from帝劇to博多』で福岡・博多座最年少座長を務めた。
2018年、映画『honey』と『ういらぶ。』で主演を務め、同年4月スタートのTBS系ドラマ『花のち晴れ〜花男 Next Season〜』でヒロイン・江戸川音の相手役となる大企業の御曹司・神楽木晴役でGP帯の連続ドラマに初出演。その主題歌「シンデレラガール」でKing & Princeとして5月23日にユニバーサルJからCDデビューした。
2022年11月4日、岸優太、神宮寺勇太とともに2023年5月にKing & Princeから脱退し、同月にジャニーズ事務所を退社すると発表された。10月に『クロサギ』で主演・黒崎高志郎役を務め、12月に第26回日刊スポーツ・ドラマグランプリ 秋ドラマ 主演男優賞を受賞した。
2023年1月にTV station ドラマ大賞 2022 主演男優賞を、2月に第114回 ザテレビジョンドラマアカデミー賞 主演男優賞を受賞した。5月22日にKing & Princeを脱退し、ジャニーズ事務所を退所した。7月7日、元ジャニーズ事務所副社長の滝沢秀明が同社を退社して立ち上げたエンターテインメント会社「TOBE」へ、神宮寺勇太とともに合流することを発表した。同日にインスタグラムも開設。10月15日に岸優太もTOBEへ合流し、同日に神宮寺、岸との3人による新グループ・Number_iの結成が発表された。
2024年1月、ルイ・ヴィトンとパートナーシップ契約を結んだほか、イヴ・サンローランのビューティーライン「イヴ・サンローラン・ボーテ」初のアジアアンバサダーに就任した。

## 人物
当時憧れの先輩は山下智久、ジャニーズに興味を持った思い出の曲として「Loveless」をあげている。
かねてよりファンから「イケメンなのに天然ボケ」と言われ、共演者たちからも指摘されたり、Twitterでトレンド入りしたこともある。2018年4月期のTBS系テレビドラマ『花のち晴れ〜花男 Next Season〜』の瀬戸口克陽プロデューサーは、放送の約1年前に複数の人に勧められて平野が出演する帝国劇場での舞台を見に行き、「潜在的に華がある人」だとそのスター性に目を付けていた。そして初めて会った時に感じた想像以上の天然ぶりに確信を持ち、神楽木晴をキャスティング。かっこよさとヘタレを兼ね備えたキャラクターである晴を実際演じているのを見て、「（原作者の）神尾（葉子）先生が、平野君を想定して晴を生み出したんじゃないか、晴をやるために平野君がいるんじゃないかというくらいハマっている」と評価した。
ドラマが放送され、CDデビューも果たした2018年上半期には、女性ファッション誌『ViVi』（講談社）で「ViVi国宝級イケメンランキング 2018年上半期」の「NEXTランキング」第1位、「Yahoo!検索大賞2018」中間発表のアイドル部門上位3位内にも名を連ねた。ちなみに「ViVi国宝級イケメンランキング」ではその後、「NOWランキング」で2019年上半期･下半期でも1位となり、殿堂入りを果たしている。
ハスキーボイスも特徴的であり、2014年1月期の日本テレビ系テレビドラマ『SHARK』の植野浩之プロデューサーは、声が魅力的だったことを起用理由の1つとして挙げている。明石家さんまも平野に対し、「男前」「綺麗な顔」と顔だけでなく、声にも注目していることをテレビやラジオで発言していた。さんまとはその後『踊る!さんま御殿!!』で初共演を果たし、平野は声について元々コンプレックスだったが、さんまが真似したことで「僕ってこんなに声しゃがれてたんだと再確認しました」と述べた。

## 受賞歴
2019年
- 2019年上半期・下半期ViVi国宝級イケメンランキング1位（連覇により殿堂入り）[51]

2020年
- 第6回 カバーガール大賞 メンズ部門 大賞[52]
- TV station ドラマ大賞 2020 主演男優賞（『未満警察 ミッドナイトランナー』）[53]

2021年
- 第7回 カバーガール大賞 メンズ部門 大賞[54]

2022年
- 第8回 カバーガール大賞 メンズ部門 大賞[55] - 3連覇達成により殿堂入り
- 第26回 日刊スポーツ・ドラマグランプリ 秋ドラマ 主演男優賞（『クロサギ』）[34]

2023年
- TV station ドラマ大賞 2022 主演男優賞（『クロサギ』）[35]
- 第114回 ザテレビジョンドラマアカデミー賞 主演男優賞（『クロサギ』）[36]
- 第26回 日刊スポーツドラマグランプリ 主演男優賞（『クロサギ』）[56]

## 出演
グループでの出演はKin Kan#出演、King & Prince#出演、Number_i#出演を参照。個人での出演のみ記載。
※主演作品は太字表記

### テレビドラマ
- 中学生日記「実況少女」（2011年7月22日、NHK Eテレ）[57]
- SHARK（2014年1月12日 - 3月30日、日本テレビ） - 主演・倉田瑞希 役[48]
- SHARK〜2nd Season〜 第7話（2014年6月8日、日本テレビ） - 倉田瑞希 役
- 花のち晴れ〜花男 Next Season〜（2018年4月17日 - 6月26日、TBS） - 神楽木晴 役[41]
- 未満警察 ミッドナイトランナー（2020年6月27日 - 9月5日、日本テレビ） - 主演・一ノ瀬次郎 役（中島健人とW主演）[58][注 3]
- 24時間テレビ ドラマスペシャル『生徒が人生をやり直せる学校』（2021年8月21日、日本テレビ） - 主演・樹山蒼一 役[61]
- クロサギ（2022年10月21日 - 12月23日、TBS） - 主演・黒崎高志郎 役[33][62]

### Webドラマ
- かぐや様は告らせたい〜天才たちの恋愛頭脳戦〜 ミニ（2021年6月1日、Amazonプライム・ビデオ） - 主演・白銀御行 役

### 映画
- 忍ジャニ参上! 未来への戦い（2014年6月7日、松竹） - 西の忍者・ホウジ 役
- honey ハニー（2018年3月31日、東映） - 主演・鬼瀬大雅 役[28]
- ういらぶ。（2018年11月9日、アスミック・エース） - 主演・和泉凛 役[63]
- かぐや様は告らせたい〜天才たちの恋愛頭脳戦〜（東宝） - 主演・白銀御行 役
  - かぐや様は告らせたい〜天才たちの恋愛頭脳戦〜（2019年9月6日）[64]
  - かぐや様は告らせたい〜天才たちの恋愛頭脳戦〜ファイナル（2021年8月20日）[65]

### 舞台
- ストレートドライブ!（2010年11月 - 2011年6月、SUNSHINE STUDIO） - 田代大樹（少年時代） 役[5]
- ジャニーズ銀座 2014〔Sexy Age / Sexy Jr.〕[66]（2014年5月24・25・31・6月1日、シアタークリエ）[67]
- DREAM BOYS（2014年9月4日 - 30日、帝国劇場）[68][69]
- 2015新春 JOHNNYS' World（2015年1月1日 - 27日、帝国劇場）  [70]
- ジャニーズ銀座2015（2015年4月24日 - 26日・5月30日 - 6月1日、シアタークリエ）[71][72]
- サマステ ジャニーズキング〔平野紫耀・Prince・天才Genius〕（2016年7月30日 - 8月1日・6日・7日・10日・11日・13日・14日、EXシアター六本木）[73][注 4]
- ジャニーズ・フューチャー・ワールド from帝劇to博多（2016年9月19日 - 30日、博多座） - 主演[18][19]
- JOHNNYS' Future WORLD（2016年10月8日 - 25日、梅田芸術劇場） - 主演[3]
- Johnny's IsLAND（2019年12月8日 - 2020年1月27日、帝国劇場）

### テレビ番組
- まいど!ジャーニィ〜（2012年10月31日 - 2015年10月11日 、BSフジ）
- 出川哲朗のアイ・アム・スタディー（2018年7月20日 - 9月29日 / 特番 2018年10月4日[74] 、日本テレビ） - 「アンダー出川」メンバー[75]
- 痛快TVスカッとジャパン ショートドラマ《胸キュンスカッと》（フジテレビ）
  - 「口に出せない想い」（2018年11月5日、フジテレビ） - 中西仁紀 役[76]
  - 「ウソみたいホントの話」（2019年9月2日） - 藤原まなと 役[77]
- 日テレ系音楽の祭典 Premium Music 2020（2020年3月25日・5月30日、日本テレビ） - 中島健人とMC[78][79]
- 3people 1minute（2024年7月23日・2025年2月4日、日本テレビ） - 渡辺直美とMC[80][81]

### CM
- サーティワンアイスクリーム
  - 「GW31%OFFキャンペーン」（2013年4月27日- 5月9日）[82]
  - 「Happy 4 You キャンペーン」（2013年6月 - ）[83]
- 大塚食品「ビタミン炭酸MATCH」（2017年4月 - ）[84]
- リクルート「タウンワークアプリ」（2019年9月 - ）[85]
- Huluイメージキャラクター（2021年1月 - ）[86][87]
- 池田模範堂 「ムヒ」シリーズ（2021年4月 - ）[88]
- コーセー
  - 「ジュレームiP」（2022年2月 - ）[89]
  - 「敏感肌ケアキャンペーン」（2022年8月 - ）[90]
- キッコーマン「わが家は焼肉屋さん」シリーズ（2022年4月 - ）[91]
- ボシュロム・ジャパン - イメージキャラクター
  - 「ボシュロム アクアロックス ワンデー UV シン」（2022年6月 - ）[92]
  - 「アクアロックスR シリーズ」（2024年3月 - ）[93]
  - 「ボシュロム レニュー シリーズ」（2024年4月 - ）[94]
- P&G「ファブリーズ」（2022年7月 - 2023年8月）[95][96]
- イヴ・サンローラン - アジアアンバサダー
  - 「イヴ・サンローラン・ボーテ」（2024年1月 - ）[38]
  - 「イヴ・サンローラン・ラブシャイン キャンディ グロウ バーム」（2024年9月 - ）[97]
- サントリー「サントリージン翠」（2024年2月 - ）[98]
- デジタルハリウッド大学（2024年2月 - ）[99]
- Wonjungyo（2024年5月 - ）[100]
- ルイ・ヴィトン（2025年1月 - ） - ブランドアンバサダー[101]
- ネイチャーラボ「ランドリン」（2025年8月 - ）[102]

### コンサート
- 関西ジャニーズJr. 春休みスペシャルコンサート2014（2014年3月1日 - 3月25日、大阪松竹座）[103]
- 関西ジャニーズJr. X'mas Show 2014（2014年11月30日 - 12月25日、大阪松竹座）[104][105]

## 書籍

### 雑誌連載
- 平野紫耀の天然生活（『ポポロ』2017年8月号 - 2023年7月号〈全71回〉、麻布台出版社）[106][107]